# Лагур Сергій Миколайович
Сергі́й Микола́йович Ла́гур (*15 жовтня 1962) — український підприємець, політик. Президент Федерації тенісу України. Колишній виконавчий директор та член спостережної ради ВАТ КБ «Надра».
Освіта вища.

## Майно
За версією журналу «Форбс», оприлюдненою у квітні 2013 займає серед українців 66 місце за рівнем статків, які оцінені в 170 мільйонів доларів США. Сфера інтересів Лагура, визначена журналом, — автозаправні станції.
Співвласник "Банку інвестицій та заощаджень".

## Політична діяльність
- 03.2006 кандидат в нар. деп. України від Народний блок Литвина, № 36 в списку. На час виборів: голова спостережної ради ТОВ «Європа-2», б/п, проживає в м. Києві.
- 04.2002 канд. в нар. деп. України від партії «Нова ґенерація України», № 10 в списку. На час виборів: віце-президент "Товариства з обмеженою відповідальністю «Європа-2», б/п[3]